# Hick
Pour l’article homonyme, voir Joseph Hick.
Pour plus de détails, voir Fiche technique et Distribution.
Hick est un film américain de Derick Martini sorti en 2012. C'est l'adaptation du roman éponyme d'Andrea Portes.

## Synopsis
Luli McMullen, une jeune fille de 13 ans, quitte le Nebraska et ses parents alcooliques. Luli aime dessiner. Elle aime raconter sa vie par ses dessins et s'évader par ses dessins. Lorsqu'elle comprend que Las Vegas peut lui permettre de s'évader réellement, c'est la destination qu'elle choisit.

## Fiche technique
- Réalisation : Derick Martini
- Scénario : Andrea Portes, d'après son roman Hick
- Musique :
- Photographie : Frank Godwin
- Montage : Mark Yoshikawa
- Décors : Roshelle Berliner
- Costumes : Erika Munro
- Production : Jonathan Cornick, Charles de Portes, Steven Siebert, Christian Taylor

Producteurs délégués : Trevor Duke-Moretz, Teri Duke Moretz
Coproducteur : Michael G. Jefferson
Coproducteur délégué : Jeff Sanders
- Sociétés de production : Stone River Productions, Lighthouse Entertainment et Taylor Lane Productions
- Distribution :

 États-Unis : Phase 4 Films
- Genre : Comédie dramatique
- Langue : anglais
- Durée : 99 minutes
- Format : Couleur (Technicolor) - 2,35:1 - 35 mm
- Dates de sortie[1] :

 Canada : 10 septembre 2011 (Festival international du film de Toronto)
 États-Unis : 11 mai 2012

## Distribution
- Chloë Grace Moretz : Luli McMullen
- Blake Lively : Glenda
- Eddie Redmayne : Eddie Kreezer
- Alec Baldwin : Beau
- Juliette Lewis : Tammy
- Rory Culkin : Clement
- Ray McKinnon : Lloyd
- Anson Mount : Nick
- Shaun Sipos : Blane
- Bob Stephenson : Lux
- Robert Baker : Ray
- Jody Thompson : Barman
- Dave Vescio : A Stranger